# ألفونسو بارتو
ألفونسو بارتو هو محامي وسياسي أمريكي، ولد في 24 مايو 1834 في هينسبورغ في الولايات المتحدة، وتوفي في 4 نوفمبر 1899 في سانت كلاود في الولايات المتحدة. نشط حزبياً في الحزب الجمهوري. وقد انتخب عضو مجلس نواب مينيسوتا ‏.